# Ниреид-авеню (линия Уайт-Плейнс-роуд, Ай-ар-ти)
|   |   |   |   |   |
| · | · | · | · | · |

|   |   |   |   |   |
| · | · | · | · | · |

«Ниреид-авеню» (англ. Nereid Avenue) — станция Нью-Йоркского метрополитена, расположенная на линии Уайт-Плейнс-роуд, Ай-ар-ти.  На станции останавливаются маршруты 2 (круглосуточно) и 5 (в часы пик в пиковом направлении). Станция является северной конечной для маршрута 5. Она представлена двумя боковыми платформами, обслуживающими два локальных пути (центральный путь не используется для регулярного движения поездов).

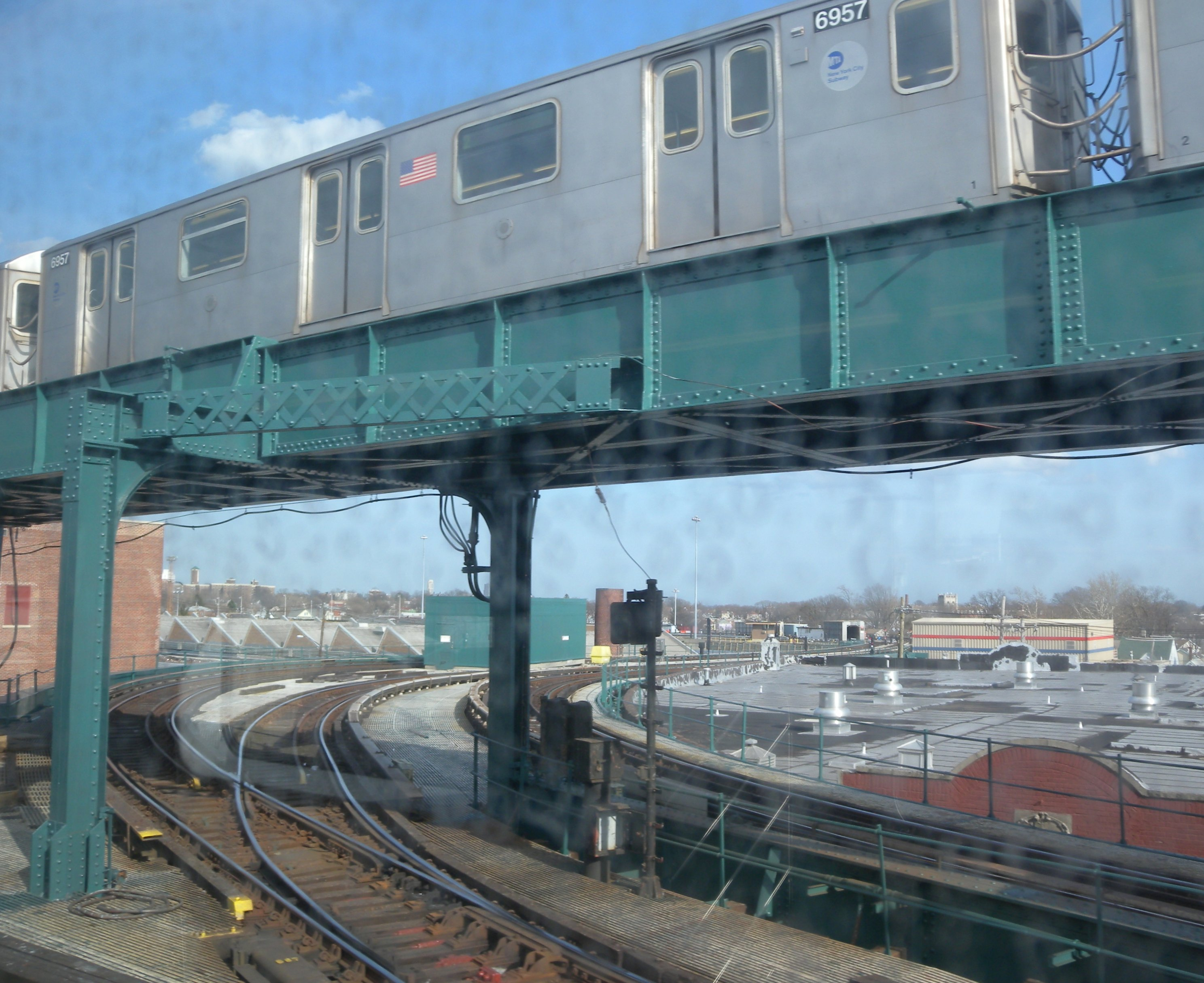
Пути в депо

Станция была открыта 31 марта 1917 года, на эстакаде. Обе платформы имеют бежевые ветровые стекла и красные с зелёными очертаниями навесы, рамы и опорные колонны в центре. Обозначения станции в стандартной чёрной табличке с белыми буквами. Севернее станции от трёх путей ответвляются два, которые поворачивают направо в депо «239-я улица», а ещё севернее три пути превращаются в два. Перекрёстные съезды позволяют поезду перейти с любого пути на любой, в том числе свернуть в сторону депо тем поездам, у которых конечная здесь (маршрут 5), либо пройти прямо на один из двух путей тем, у которых конечная следующая Уэйкфилд — 241-я улица.